# Високін
Високін (пол. Wysokin) — село в Польщі, у гміні Одживул Пшисуського повіту Мазовецького воєводства.
Населення — 661 особа (2011).
У 1975-1998 роках село належало до Радомського воєводства.

## Демографія
Демографічна структура станом на 31 березня 2011 року:
|          | Загалом | Допрацездатний вік | Працездатний вік | Постпрацездатний вік |
| -------- | ------- | ------------------ | ---------------- | -------------------- |
| Чоловіки | 338     | 75                 | 222              | 41                   |
| Жінки    | 323     | 72                 | 164              | 87                   |
| Разом    | 661     | 147                | 386              | 128                  |